# 홋카이도 제8구
홋카이도 제8구(일본어: 北海道第8区, ほっかいどうだい8く)는 일본의 중의원 선거구이다. 1994년 공직선거법 개정으로 신설되었다.

## 지역
- 하코다테시
- 호쿠토시
- 오시마 종합진흥국 관할구역
- 히야마 진흥국 관할구역

중선거구 시절 옛 홋카이도 제3구와 동일한 지역이다.

## 역사
1996년부터 2009년 총선까지는 민주당 소속 후보가 당선되었다. 1996년 총선과 2000년 총선에서 당선된 하치로 요시오는 2003년 홋카이도지사 선거 출마로 의원직에서 물러났다가 낙선한 뒤, 같은해 치러진 총선부터는 제4구로 지역구를 옮겼다. 하치로 의원에 맞선 자민당 후보로는 오코 오코오 (2002년 은퇴)와 그의 차남 사토 겐지가 나섰지만 두 후보 모두 두차례씩 낙선하였다. 2009년 총선에서는 자민당 후보로 후쿠시마 게이시로가 새로 나왔지만 그해 총선의 민주당 열풍과 더불어 다시 낙선하였다. 이후 2012년 총선에서야 자민당의 마에다 가즈오 후보가 당선되었으나 2014년 총선에서 오사카 세이지 전 의원이 다시 의석을 차지했고, 마에다 후보는 비례부활로 당선됐다.
1996년 소선거구제 구획 당시 의원정수를 결정하는 데 참고자료가 된 1990년 국세조사인구 통계상에서는 일본 전국에서 가장 인구가 많은 선거구 (약 54만 6000명)으로 조사되었으며, 당시 전국 최하위를 기록한 시마네현 제3구 (25만 5000명)과는 2.14배에 달했다. 지금은 산업 침체로 인해 인구 유출과 감소가 진행되고 있는 상황이다.

## 역대 국회의원
| 선거          | 선거          | 의원          | 정당   |
| ------------- | ------------- | ------------- | ------ |
|               | 1996년 제41회 | 하치로 요시오 | 민주당 |
|               | 2000년 제42회 | 하치로 요시오 | 민주당 |
| 2003년 제43회 | 가네다 세이치 | 민주당        |        |
| 2005년 제44회 | 가네다 세이치 | 민주당        |        |
| 2009년 제45회 | 오사카 세이지 | 민주당        |        |
|               | 2012년 제46회 | 마에다 가즈오 | 자민당 |
|               | 2014년 제47회 | 오사카 세이지 | 민주당 |
|               | 2017년 제48회 | 오사카 세이지 | 무소속 |

## 같이 보기
- 홋카이도 선거구